# 태양 망원경

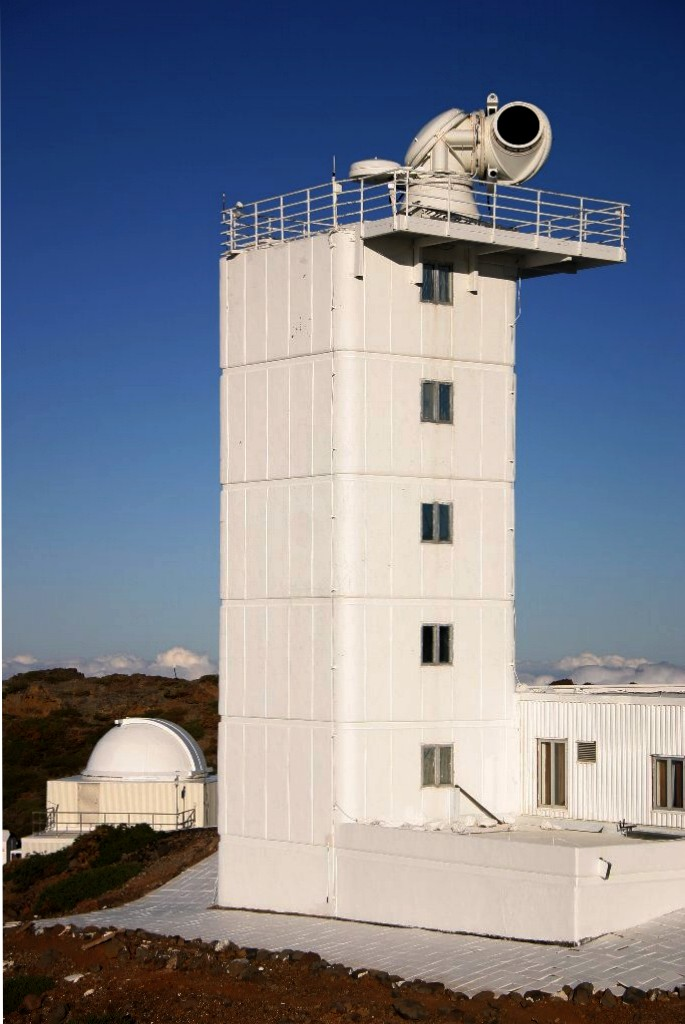
카나리아 제도 라 팔마 소재의 Roque de los Muchachos Observatory에 있는 스웨덴의 1m 태양 망원경.

태양 망원경은 태양을 관측하는데 쓰일 특별한 목적을 가진망원경이다. 태양 망원경은 대개 가시광선 스펙트럼에서 멀리 벗어나지 않거나 스펙트럼 내로 들어오는 빛을 관측한다. 헬리오그래프는 현재는 쓰이지 않는 용어이다.

## 전문적인 태양 망원경
태양 망원경은 가장 좋은 회절 한계를 만들기에 충분히 큰 광학기기가 필요하지만 다른 천체망원경의 집광력에 대해서는 비교적 작다. 그러나, 최근 새롭게 나온 더 좁은 광학필터와 더 높은 프레임 전송률은 또한 태양 망원경을 광자가 매우 부족한 운용을 하도록 주도해왔다. 유럽의 태양망원경European Solar Telescope(EST)과 Advanced Technology Solar Telescope(ATST)는 둘 다 분해능을 증가시키기 위해서 뿐만 아니라 집광력 또한 증가시키기 위해 더 큰 구경을 쓴다.
태양 망원경은 낮 동안 운용되기 때문에 시상은 대개 밤에 관측하는 망원경 보다는 나쁘다. 이는 망원경 주변에 있는 지형이 태양열에 의해 달궈지기 때문인데, 이는 난류를 발생시켜 분해능을 떨어뜨린다. 이러한 영향을 줄이기 위해서 태양 망원경은 보통 탑 위에 지어지고, 구조물에 하얀 페인트칠을 한다. 네덜란드의 개방형 태양 망원경Dutch Open Telescope은 개방된 골조에 지어져 바람이 완전한 구조물을 통해 지나가게 하여 망원경의 주경 주위의 온도를 낮춰주도록 한다.
또 다른 태양 망원경의 문제점은 한 곳에 집중되는 태양 빛 때문에 발생하는 열이다. 이 때문에 열 발생을 멈추게 하는 것 “가열중지(heat stop)“이 태양 망원경 설계의 통합적인 부분에 해당한다. 운용시기가 다가오는 ATST의 경우, 열의 함량이 2.5 MW/m2이며 최대 11.4 kW에 해당한다. 그러한 가열 중지의 목적은 열의 함량을 그대로 유지하는 것뿐만 아니라 망원경의 돔 내부에서 그 어떤 추가적인 난류를 만들지 않을 만큼의 저온 상태를 만드는 것이다.
전문적인 태양 천문대는 매우 긴 초점 길이와 망원경 내에서 대류 때문에 생기는 공기의 운동을 없애기 위해 진공상태에서 혹은 헬륨이 차있는 상태에서 운용되는 빛의 경로를 가지는 주요 광학기기들을 가질 것이다. (네덜란드의 개방형 망원경(Dutch Open Telescope)의 경우를 볼 때 항상은 아니다.) 그러나 이는 1미터가 넘어가는 구경에는 가능하지 않다. 진공관의 입구에 있는 창문에서 압력의 차이가 너무 커지기 때문이다. 그러므로, EST와 ATST는 망원경 안팎의 공기 사이에서 발생하는 온도차를 최소화하기 위해 돔 내부를 활발하게 냉각해주는 장치를 갖는다.
하늘을 가로질러 좁게 고정된 경로를 태양빛이 진행하기 때문에 어떤 태양 망원경들은 태양을 추적하는 헬리오스탯이 되는 움직이는 부분만 가지고 위치가 고정되기도 한다. ( 그리고 가끔은 땅 밑에 설치되기도 한다.) 이에 대한 하나의 예가 맥베쓰-피어스 태양 망원경(McMath-Pierce Solar Telescope)이다.

### 태양 망원경
태양 망원경의 목록 문서를 보십시오.
- 1924년 아인슈타인 타워(Einsteinturm)
- 맥베쓰-피어스 태양 망원경 (직경 1.6m, 1961년 ~ )
- 맥베쓰 - 헐버트 천문대 (직경 24"/61cm, 1941년 ~ 1979년)
- 스웨덴 진공식 태양 망원경(직경 47.5cm, 1985년 ~ 2000년)
- 스웨덴 1m 태양 망원경 (직경 1m, 2002년 ~)
- 리처드 B. 던 태양 망원경 (지경 1.63m, 1969년 ~)
- 윌슨산 천문대
- 네덜란드 개방형 망원경 ( 직경 45cm, 1997년 ~)
- 테이데 천문대는
  - 70cm 진공식 타워형 망원경 (1989 ~),
  - 완공 단계의 1.5m GREGOR 태양 망원경(틀:현재, webcam)을 포함한 여러 대의 태양 망원경이 있다.
- Advanced Technology Solar Telescope (4m 구경으로 계획됨)
- 국립거대태양망원경 (NLST)은 그레고리식의 다목적 개방형 망원경으로써 인도에서 건설하여 설치되고, 태양의 미시구조를 연구하는 목적으로 제안되었다.

## 다른종류의 관측
Most solar observatories observe optically at visible, UV, and near infrared wavelengths, but other solar phenomena can be observed — albeit not from the Earth's surface due to the absorption of the atmosphere:
대부분의 태양 천문대는 가시광선과 자외선 근적외선 파장대역에서 관측하지만 다른 태양 현상들이 관측될 수 있다. — 지구 대기에 의한 흡수효과 때문에 지표면에서는 관측이 안 될 지라도)
- 태양 X선 천문학, X선에서의 태양 관측
- 다중분광 태양 망원경 어레이 (MSSTA), 1990년대에 자외선 망원경을 탑재한 로켓이 발사되었다.
- 레온시토 천문학 단지가 서브밀리미터 태양 망원경을 운용하였다
- 태양전파망원경네트워크 (RSTN)은 태양 천문대의 연결망이며 [미공군기상청](Air Force Weather Agency)이 운용, 관리하였다.
- 2000대 초에 태양 내의 악시온 입자를 찾는 CERN(세른)악시온태양망원경(CAST).

## 아마추어 태양 망원경

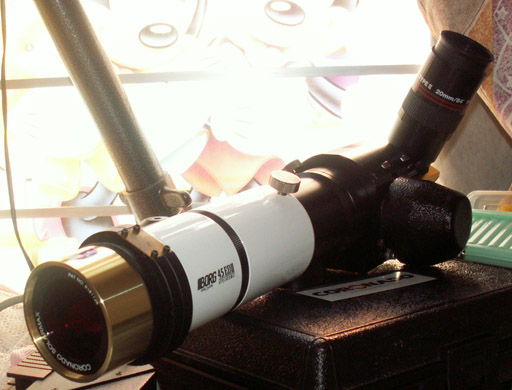
수소-알파 필터를 장비한 아마추어 태양 망원경의 예.

아마추어 천문학 분야에서, 태양을 관측하는 방법은 많다. 아마추어 천문가들은 흰 종이, 빛 차단 필터, 접안렌즈로부터 95%의 빛을 다시 보내버리는 허셸 웨지로 태양을 투영시키는 간단한 장비들에서부터 수소-알파 필터, 심지어는 집에서 만든 단광 태양경까지 모든 것들을 사용한다. 전문적인 망원경과는 다르게 아마추어 태양 망원경들은 대개 훨씬 작다.

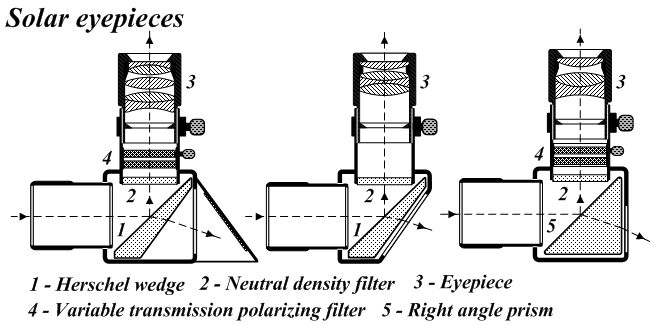
허셸 웨지와 다른 방법을 통해 태양을 보는 다이어그램.

## 같이 보기
- 태양 망원경의 목록
- 망원경 종류의 목록
- 헬리오스탯